# San Jacinto Tlacotepec
San Jacinto Tlacotepec là một đô thị thuộc bang Oaxaca, México. Năm 2005, dân số của đô thị này là 2145 người.